# Una Hija de los Dioses
Una Hija de los Dioses (A Daughter of the Gods) es una película dramática de fantasía muda estadounidense de 1916 escrita y dirigida por Herbert Brenon. Fue controvertida debido a las secuencias de lo que se consideraba desnudez superficial del personaje Anitia, interpretado por la estrella de natación australiana Annette Kellerman. La escena se considera la primera escena de desnudez completa de una estrella importante, que ocurrió durante una secuencia de cascada, aunque la mayor parte del cuerpo de Kellerman está cubierto por su largo cabello. No se conocen la existencia de copias de la película, aunque si sobrevieron fotos y carteles publicitarios.

## Sinopsis
Un sultán acepta ayudar a una bruja malvada a destruir una misteriosa belleza, si esta le devuelve la vida a su pequeño hijo.

## Recepción
Las juntas de censura cinematográfica existentes en Estados Unidos y Canadá y la Junta Nacional de Revisión aprobaron la película a pesar de su breve escena de desnudez, calificándola de artística.  Fox realizó la distribución general de la película para la temporada navideña de diciembre de 1916. El presidente Woodrow Wilson y su esposa, para celebrar su primer aniversario de bodas, asistieron a la proyección de la película el 18 de diciembre de 1916 en el Teatro Belasco, donde se estrenó en Washington D. C.. Antes de esto, los Wilson solo habían visto películas proyectadas en la Casa Blanca.
Según se informa, obtuvo una recaudación de 1,35 millones de dólares.